# Техасский гремучник
Техасский гремучник (лат. Crotalus atrox) — ядовитая змея подсемейства ямкоголовых семейства гадюковых.

## Описание
Общая длина достигает 1,7—2,5 м. Вес 0,5—7 кг. Голова широкая, туловище стройное, толстое. Глаза большие, зрачки вертикальные. Ядовитые зубы длинные, полые внутри, при укусе выполняют функцию игл — по ним яд вводится в тело жертвы. За главными ядовитыми зубами находятся второстепенные, которые пускаются в ход в случае повреждения передних. Погремушка на конце хвоста змеи состоит из 14 и более сегментов старой ороговевшей кожи. Роговые чехлики соединены между собой подобно звеньям цепочки. Первое кольцо погремушки прочно соединяется с телом. Погремушки взрослых змей состоят из постоянного количества элементов, поскольку старые звенья отламываются, и только тогда нарастают новые. С помощью погремушки змея отвлекает и отпугивает врага.
Окраска серовато-бурая с тёмными ромбическими пятнами, разделёнными белыми полосками. Хвост светлый, с чёрными поперечными линиями.

## Распространение
Обитает на юго-востоке Канады, юге и западе США, севере Мексики.

## Образ жизни
Любит скалистые ущелья, склоны, равнины, пустыни, полупустыни, песчаные места, сосново-дубовые леса. Активен ночью. В холодное время активным становится днём, согревшись в лучах солнца. Летом, когда дневная температура поднимается очень высоко, гремучник ведёт ночной образ жизни, часть дня отдыхая в подземной норе, расположенной среди скал. Питается мелкими теплокровными животными и птицами, молодые особи охотятся на лягушек и ящериц.
Это яйцеживородящая змея. Половая зрелость наступает в 3—6 лет. Спаривание происходит весной — в апреле—мае. Само спаривание длится от 1 до 24 часов. Через 3—4 месяца самка рожает от 4 до 20 детёнышей.

## Ядовитость
Яд достаточно мощный, имеет гемотоксичное, цитотоксичное и миотоксичное свойства. Укус опасен для человека, так как может вызвать серьезные последствия и нередко приводит к смерти. Одновременно это спокойное животное, никогда не кусает того, кто своим размером намного превышает её, если, конечно, она не будет спровоцирована.
Яд используют в медицине. В среднем от одного гремучника получают до 280 мг яда (в сухом весе) при первом взятии. Максимальное количество яда, полученное от одной особи, — 1140 мг.